# Partito Popolare Democratico (Porto Rico)
Il Partito Popolare Democratico (in spagnolo: Partido Popular Democrático - PPD) è un partito politico di Porto Rico.
Sono favorevoli a mantenere lo status politico attuale del Paese in termini di "libera associazione" con gli Stati Uniti d'America.

## Maggiori leader politici
- Aníbal Acevedo Vilá
- Luis Muñoz Marín
- Rafael Hernández Colón
- Angel Marchand

## Risultati elettorali
| Elezione          | Elezione | Voti      | %    | Seggi   |
| ----------------- | -------- | --------- | ---- | ------- |
| Parlamentari 2016 | Camera   | 644.316   | 43,2 | 16 / 51 |
| Parlamentari 2016 | Senato   | 1.210.903 | 42,4 | 7 / 30  |
| Parlamentari 2020 | Camera   |           |      | 26 / 51 |
| Parlamentari 2020 | Senato   |           |      | 12 / 30 |